# 1,3-bis(difenylfosfino)propaan
1,3-Bis(difenylfosfino)propaan, vanuit het Engels vaak afgekort tot dppp (1,3-Bis(diphenylphosphino)propane) is een difosfine dat in de anorganische chemie vaak als ligand gebruikt wordt. De stof kan gesynthetiseerd worden uit lithiumdifenylfosfide en 1,3-dichloorpropaan:
{\displaystyle {\ce {2 Ph2PLi + ClC3H6Cl -> Ph2PC3H6PPh2 + 2 LiCl}}}
Een tweede syntheseroute gaat uit van difenylfosfine en 1,3-dibroompropaan in aanwezigheid van een base. Onder andere cesiumhydroxide is voor dit doel toegepast. De base deprotoneert het fosfine, dat vervolgens een nucleofiele substitutie uitvoert op het broomalkaan.